# Wald (Appenzell Ausserrhoden)
Wald – gmina (niem. Einwohnergemeinde) w północno-wschodniej Szwajcarii, w kantonie Appenzell Ausserrhoden, w niemieckojęzycznej części kraju. 31 grudnia 2014 liczyła 856 mieszkańców. Do 1995 należała do okręgu Vorderland.